# Càlig
Càlig è un comune spagnolo di 1 748 abitanti situato nella comunità autonoma Valenciana.